# Epidendrum boricuarum
Epidendrum boricuarum är en orkidéart som beskrevs av Eric Hágsater och Luis M. Sánchez. Epidendrum boricuarum ingår i släktet Epidendrum och familjen orkidéer. Inga underarter finns listade i Catalogue of Life.